# Законодательство об оружии в США
Законодательство об оружии в США — совокупность правовых актов, регулирующих доступ к оружию граждан этого государства. В Соединённых Штатах доступ к оружию регулируется рядом федеральных законов. Эти законы охватывают производство, торговлю, владение, передачу, учёт, транспортировку и уничтожение огнестрельного оружия, боеприпасов и принадлежностей к огнестрельному оружию. Их соблюдение обеспечивается несколькими государственными агентствами, включая Федеральное бюро по алкоголю, табаку, огнестрельному оружию и взрывчатым веществам (ATF).

Помимо федеральных законов об оружии, правительства всех штатов и некоторые местные органы власти выпустили свои собственные законы, регулирующие использование огнестрельного оружия.
Право на хранение и ношение оружия защищено Второй поправкой к Конституции Соединенных Штатов, хотя четких постановлений федерального суда, определяющих это право, не было до тех пор, пока Верховный суд США не постановил, что эта поправка защищает право любого человека хранить и носить оружие без связи со службой в полиции для традиционно законных целей, таких как самооборона дома, в деле Округ Колумбия против Хеллера (2008 г.).
Вслед за этим Верховный суд подтвердил в деле Макдональд против города Чикаго (2010), что Вторая поправка включена в пункт о надлежащей правовой процедуре Четырнадцатой поправки и, таким образом, применяется к законам штата и местным законам, а также к федеральным законам.

## Основные федеральные законы об оружии
Большинство федеральных правовых норм об оружии содержится в следующих законах:
- National Firearms Act («NFA») (1934): Регулирует налогообложение производства и передачи оружия относящегося к «Разделу II», такого как пулеметы, короткоствольные винтовки и дробовики, тяжелое оружие, взрывоопасные боеприпасы, глушители, а также замаскированное или самодельное огнестрельное оружие, а также обязывает их регистрировать.
- Federal Firearms Act of 1938 («FFA»): Требует, чтобы производители, импортеры и продавцы огнестрельного оружия имели Федеральную лицензию на огнестрельное оружие (FFL). Запрещает передачу огнестрельного оружия определенным классам людей, например осужденным преступникам.
- Omnibus Crime Control and Safe Streets Act of 1968 (1968): Запрещает торговлю пистолетами через границы штатов, минимальный возраст для покупки пистолетов увеличен до 21 года.
- Gun Control Act of 1968 («GCA»): Основное внимание уделяется регулированию торговли через границы штатов огнестрельным оружием путем общего запрета передачи огнестрельного оружия между штатами, за исключением лицензированных производителей, дилеров и импортеров.
- Firearm Owners Protection Act («FOPA») (1986): Пересмотрен и частично отменен Закон о контроле за огнестрельным оружием 1968 года. Запрещена продажа гражданским лицам автоматического огнестрельного оружия, изготовленного после даты принятия закона. Требуется разрешение ATF на передачу автоматического огнестрельного оружия.
- Undetectable Firearms Act (1988): Эффективно криминализирует, за некоторыми исключениями, производство, импорт, продажу, пересылку, доставку, владение, передачу или получение огнестрельного оружия с содержанием металла менее 3,7 унций.
- Gun-Free School Zones Act (1990): Запрещает посторонним лицам сознательно находиться с огнестрельным оружием в месте, про которое им достоверно известно, или имеются разумные основания полагать, является школьной зоной.
- Brady Handgun Violence Prevention Act (1993): Требует проверки биографических данных большинства покупателей огнестрельного оружия, в зависимости от продавца и места продажи.
- Federal Assault Weapons Ban (1994—2004): Запрещены полуавтоматы, похожие на штурмовое оружие, и устройства подачи боеприпасов большой емкости. Срок действия закона истек в 2004 году.
- Law Enforcement Officers Safety Act (2004): Предоставляет сотрудникам правоохранительных органов и бывшим сотрудникам правоохранительных органов право скрытого ношения огнестрельного оружия в любой юрисдикции США, независимо от законов штата или местных законов, за некоторыми исключениями.
- Protection of Lawful Commerce in Arms Act (2005): Предотвращает привлечение производителей огнестрельного оружия и лицензированных дилеров к ответственности за небрежность в случае совершения преступлений с их продукцией.

## Общая характеристика действующих правил
Лицам, находящимся в розыске, лицам, осужденным за уголовное преступление с лишением свободы на срок более 1 года, в прошлом или настоящем, и тем, кто был принудительно помещен в психиатрическую лечебницу, запрещается покупать огнестрельное оружие; если их права не восстановлены. В конституциях 44 штатов есть положения, аналогичные Второй поправке к Конституции Соединенных Штатов, которая защищает право на хранение и ношение оружия. Исключение составляют Калифорния, Айова, Мэриленд, Миннесота, Нью-Джерси и Нью-Йорк. В Нью-Йорке, однако, законы о гражданских правах содержат положение, практически идентичное Второй поправке. Кроме того, Верховный суд США постановил в деле «Макдональд против Чикаго», что защита Второй поправки о хранении и ношении оружия для самообороны в своем доме применима и против правительств штатов и их политических подразделений.

## История
Важные события, касающиеся законодательства об оружии, произошли в последующие годы:
- В 1791 году был ратифицирован Билль о правах Соединенных Штатов, который включал вторую поправку к Конституции Соединенных Штатов, в которой говорилось, что «хорошо регулируемая милиция необходима для безопасности свободного государства, право народа на хранение и ношение оружия не должно нарушаться».
- В 1934 году президентом Франклином Д. Рузвельтом был подписан Национальный закон об огнестрельном оружии («NFA»), имевший целью целью обуздать насилие, распространившееся в эпоху сухого закона в США[8][9] . В период с 1920 по 1933 год уровень убийств в Соединенных Штатах рос из года в год, что свидетельствует о непреднамеренных последствиях введения законодательного запрета спиртного в виде сопутствующего насилия, связанного с превращением нелегального товара в широко востребованный продукт[8][10].  NFA считается первым федеральным законом, обеспечивающим контроль над огнестрельным оружием в Соединенных Штатах. Он устанавливаел налог в размере 200 долларов, что эквивалентно примерно 3942 долларам в 2022 году, на производство и передачу оружия согласно Разделу II. Он также предписывал регистрацию пулеметов, короткоствольных винтовок и дробовиков, тяжелого оружия, взрывоопасных предметов, глушителей и замаскированного или самодельного огнестрельного оружия. Когда запрет на алкоголь был окончательно отменен в 1933 году и монополия на алкоголь, поддерживавшаяся организованной преступностью, была прекращена, уровень убийств значительно снизился[8][9]. Фактически, «... количество убийств продолжало уменьшаться каждый год в течение одиннадцати лет подряд [после отмены сухого закона]»[8][10].
- В 1938 году президент Франклин Д. Рузвельт подписал Федеральный закон об огнестрельном оружии 1938 года («FFA»), согласно которому все предприятия, связанные с оружием, должны иметь Федеральную лицензию на огнестрельное оружие (FFL).
- В 1939 году в судебном деле Соединенные Штаты против Миллера Верховный суд Соединенных Штатов постановил, что Конгресс может регулировать продажу обрезов между штатами посредством Национального закона об огнестрельном оружии 1934 года, посчитав, что такое оружие не имеет разумного отношения к эффективности хорошо организованной милиции.
- В 1968 году, после серии политических убийств, включая убийство Джона Ф. Кеннеди, убийство Роберта Ф. Кеннеди и убийство Мартина Лютера Кинга-младшего, президент Линдон Б. Джонсон подтолкнул Конгресс к принятию Закона о контроле над оружием 1968 г. ("GCA"). Этот закон заменил FFA. Им было введено регулирование оборота «разрушающих устройств» (такие как бомбы, мины, гранаты и другие взрывчатые устройства), расширено определение пулемета, введено требование наличия серийного номера у произведенного или импортированного оружия, запрещён импорт оружия военного типа и введён минимальный возраст 21 год при покупке пистолета у продавцов, имеющих федеральную лицензию на огнестрельное оружие. GCA также запретил продажу огнестрельного оружия преступникам и психически больным.
- В 1986 году, вопреки духу предшествующего законодательства об оружии, Закон о защите владельцев огнестрельного оружия («FOPA»), принятый при администрации Рональда Рейгана, ввел в действие меры защиты владельцев оружия. Он запретил создание национального реестра данных о владельцах оружия, ограничил проверки владельцев оружия со стороны Бюро алкоголя, табака, огнестрельного оружия и взрывчатых веществ одной плановой ежегодной проверкой (если не было замечено и задокументировано множественных нарушений), разрешил лицензированным дилерам продавать огнестрельное оружие на «оружейных выставках» в своем штате и ослабил правила продажи и передачи боеприпасов. Однако FOPA также запретил владение или передачу гражданским лицам пулеметов, произведенных после 19 мая 1986 г., и переопределил понятие «глушитель», включив в него детали глушителя.
- В 1993 году при президенте Билле Клинтоне был подписан Закон Брейди о предотвращении насилия с применением огнестрельного оружия, названный в честь пресс-секретаря Белого дома, получившего инвалидность во время покушения на Рональда Рейгана. Этот закон требовал, чтобы при покупке оружия проводилась проверка личности покупателя оружия и была создана и внедрена система проверки криминального прошлого, поддержание которой поручалось ФБР.
- В 1994 году Биллом Клинтоном был подписан Закон о борьбе с насильственными преступлениями и обеспечении правопорядка, который включал Федеральный запрет на штурмовое оружие, фактически запрещавший производство, продажу и хранение специального штурмового оружия военного образца, такого как винтовка AR-15. Закон запрещал магазины для боеприпасов большой емкости, вмещающие более 10 патронов. Запрещенное законом оружие, которым его обладатели на момент принятия закона владели на легальных основаниях, осталось в их собственности. Запрет истек в сентябре 2004 года.
- В 2003 году поправка Тиарта, предложенная членом Палаты Представителей от Канзаса Тоддом Тиартом, ограничила возможности Бюро алкоголя, табака, огнестрельного оружия и взрывчатых веществ по раскрытию информации из его базы данных отслеживания огнестрельного оружия только правоохранительным органам или прокуратуре в связи с уголовным расследованием. Эта поправка исключает использование трасологических данных из базы бюро в академических исследованиях об использовании оружия в преступной деятельности и в превентивной розыскной деятельности полицейских, не связанной с конкретным уголовным расследованием[11][12]. Кроме того, она запрещает использование любых данных из этой базы, опубликованных на законных основаниях, в гражданских исках против продавцов или производителей оружия[11]. До принятия поправки, информация из базы Бюро могла быть получена простым запросом со стороны любого лица, сделанным на основании Закона о свободе информации[12].
- В 2005 году при президенте Джордже Буше-младшем был подписан Закон о защите законной торговли оружием. Этот закон защищал производителей оружия от гражданских исков на федеральном уровне или уровне штата со стороны тех, кто стал жертвой преступлений, связанных с оружием, произведенным этой компанией-производителем.
- В 2008 году Верховный суд постановил в деле Округ Колумбия против Хеллера, что Вторая поправка является «личным правом на владение огнестрельным оружием, не связанным со службой в милиции», и отменил действовавший в Вашингтоне, округ Колумбия запрет на огнестрельное оружие. Но Верховный суд также заявил, что «право на ношение оружия не является неограниченным и что оружие и владение им будут по-прежнему регулироваться».
- В 2010 году Верховный суд постановил в деле Макдональд против Чикаго, что Вторая поправка является инкорпорированной, таким образом, апелляция к ней может применяться в судебных процессах против штатов.
- В 2016 году Верховный суд постановил в деле Каэтано против Массачусетса, рассматривавшего законность владения электрошокером, что «Вторая поправка распространяется, пока не будет убедительно обосновано обратное, на все инструменты, являющиеся носимым оружием, даже на те их типы, которых не существовало на момент основания США».

## Вторая поправка
Право на хранение и ношение оружия в Соединенных Штатах защищено Второй поправкой к Конституции США . Хотя о характере этого права велись спорные дебаты, четких постановлений федерального суда, определяющих это право, не было до двух дел Верховного суда США: округ Колумбия против Хеллера (2008 г.) и Макдональд против города Чикаго ( 2010).
Индивидуальное право на владение оружием для личного пользования было подтверждено в знаменательном решении округа Колумбия против Хеллера в 2008 году, которое отменило запрет на огнестрельное оружие в федеральном округе Колумбия . В решении по делу Хеллера мнение большинства суда гласило, что Вторая поправка защищает «право законопослушных и ответственных граждан использовать оружие для защиты очага и дома».
При этом, выражая мнение большинства, судья Верховного суда Антонин Скалиа указывал, что Вторая поправка не обеспечивает неограниченное право:
Как и большинство прав, право Второй поправки не является неограниченным. Это не право хранить и носить любое оружие любым способом и для любой цели: например, запреты на скрытое хранение оружия были сохранены в соответствии с Поправкой или аналогичными запретами, введёнными отдельными штатами. Мнение Суда не следует воспринимать как ставящее под сомнение давние запреты на владение огнестрельным оружием преступниками и психически больными, или законы, запрещающие ношение огнестрельного оружия в уязвимых местах, таких как школы и правительственные здания, или законы, устанавливающие условия и требования к коммерческой продаже оружия.

## Лица, которым разрешено владеть оружием в США
Следующие лица имеют право владеть и владеть огнестрельным оружием в Соединенных Штатах, хотя применяются дополнительные ограничения:
- Граждане США
- Американцы, но не граждане Соединенных Штатов
- Законные постоянные жители США (также известные как держатели грин-карт)
- Иностранцы (или иностранные граждане), законно допущенные в Соединенные Штаты в качестве беженцев

Иностранцы (или иностранные граждане), которые были допущены в Соединенные Штаты на законных основаниях по неиммиграционным визам, но только если они подпадают под одно из следующих условий:
1. допущенные в Соединенные Штаты для законной охоты или спортивных целей
2. имеющие законную охотничью лицензию или разрешение, выданное любым штатом США
3. официальные представители иностранного правительства, аккредитованного при правительстве Соединенных Штатов, или представительства правительства при международной организации, штаб-квартира которой находится в Соединенных Штатах, или направляющиеся в или из другой страны, в которой аккредитован этот иностранец